# Herrljunga distrikt
Herrljunga distrikt är ett distrikt i Herrljunga kommun och Västra Götalands län. 
Distriktet ligger omkring Herrljunga. 

## Tidigare administrativ tillhörighet
Distriktet inrättades 2016 och utgörs av en del av det område som Herrljunga köping omfattade till 1971, området som före 1953 utgjorde socknarna Herrljunga och Tarsled.
Området motsvarar den omfattning Herrljunga församling hade 1999/2000 och fick 1964 när de två församlingarna slogs samman.